# 三用村
三用村（みようむら）は、かつて新潟県南魚沼郡にあった村。

## 沿革
- 1889年（明治22年）4月1日 - 町村制施行に伴い南魚沼郡山崎新田、山崎村、大桑原村、門前村、赤羽村、芋川村、湯谷村、雷土村、雷土新田が合併し、三用村が発足。
- 1901年（明治34年）11月1日 - 南魚沼郡赤石村と合併し、東村となり消滅。